# Fly to the Rainbow
Fly to The Rainbow (укр. «лети до веселки») — другий студійний альбом німецького гурту Scorpions, представлений 1 листопада 1974 року на лейблі RCA Records.

## Список композицій
| Перша сторона | Перша сторона         | Перша сторона |
| #             | Назва                 | Тривалість    |
| ------------- | --------------------- | ------------- |
| 1.            | «Speedy’s Coming»     | 3:36          |
| 2.            | «They Need a Million» | 4:50          |
| 3.            | «Drifting Sun»        | 7:42          |
| 4.            | «Fly People Fly»      | 5:03          |

| Друга сторона | Друга сторона        | Друга сторона |
| #             | Назва                | Тривалість    |
| ------------- | -------------------- | ------------- |
| 5.            | «This Is My Song»    | 4:18          |
| 6.            | «Far Away»           | 5:38          |
| 7.            | «Fly to the Rainbow» | 9:40          |

## Учаснкики запису
- Клаус Майне — вокал, перкустика
- Рудольф Шенкер — гітара
- Ульріх Рот — Гітара
- Юрген Розенталь — ударні
- Френсіс Бухольц — бас

## Чарти
| Чарти (1976)             | Найвища позиція |
| ------------------------ | --------------- |
| Japanese Albums (Oricon) | 83              |